# Viola raddeana
Viola raddeana (Thouars) Baill. – gatunek roślin z rodziny fiołkowatych (Violaceae). Występuje naturalnie w Chinach (w prowincjach Heilongjiang i Jilin, a także w regionie autonomicznym Mongolia Wewnętrzna), na Półwyspie Koreańskim, w Japonii oraz na Rosyjskim Dalekim Wschodzie. 

## Morfologia
PokrójBylina dorastająca do 30 cm wysokości, tworzy kłącza.
LiścieBlaszka liściowa ma podługowato trójkątny kształt. Mierzy 1,5–7 cm długości oraz 1–2 cm szerokości, jest niemal całobrzega lub karbowana na brzegu, ma nasadę od sercowatej do ściętej i ostry lub tępy wierzchołek. Ogonek liściowy jest nagi i ma 10–30 mm długości. Przylistki są lancetowate i osiągają 15–40 mm długości.
KwiatyPojedyncze, wyrastające z kątów pędów. Mają działki kielicha o lancetowatym kształcie i dorastające do 4–5 mm długości. Płatki są podługowato odwrotnie jajowate, mają niebieskopurpurową barwę oraz 7–8 mm długości, dolny płatek jest odwrotnie jajowaty, posiada obłą ostrogę o długości 2 mm.
OwoceTorebki mierzące 10 mm długości, o podługowatym kształcie.

## Biologia i ekologia
Rośnie na łąkach, brzegach cieków wodnych i skarpach. 